# Jakob Rannicher
Jakob Rannicher magyarosan: Rannicher Jakab (Nagyszeben, 1823. november 7. – Budapest, 1875. november 8.) vallás- és közoktatásügyi minisztériumi osztálytanácsos.

## Élete
A gimnáziumot 1844-ben és a jogakadémiát szülővárosában végezte. Amikor Erdélynek Magyarországgal való egyesítése napirenden volt, Rannicher vezette az ellenzéki pártot, amely 1848. május 4-én kimondotta, hogy Erdélynek Magyarországgal egyesítéséről nem akar tudni. 
1850-ben a bécsi vallás- és oktatásügyi minisztériumba lépett. 1856-ban helytartósági titkár lett Nagyszebenben és a főkonzisztórium tagja volt. 1863-ban kormányszéki tanácsossá nevezték ki. Ezen értelemben tevékeny részt vett a nagyszebeni országgyűlésen (1863-64.). A kolozsvári országgyűlésen 1865-ben a szászok vezetője volt. De midőn Erdélyt a pesti országgyűlésre hívták, Nagyszeben őt választotta képviselőjévé. 
Midőn 1867-ben a kiegyezés megtörtént, báró Eötvös József osztálytanácsosnak hívta a vallás- és közoktatásügyi minisztériumba. A szász helytartósági kérdés következtében közötte és a választói között 1873-ban véleménykülönbség támadt. A III. osztályú vaskoronarend és az arany érdemkereszt tulajdonosa volt.
Beszédei a Siebenbürger Quarteralschriftben (I. 1859. Festvortrag bei dem Schiller-Festmahleam 10. Nov. 1859.).

## Munkái
- Das Recht der Comeswahl. Kronstadt, 1846. (Előbb a Magazinban.)
- Denkblätter an die Installationsfeier Sr. Hochw. Herrn Franz Joseph von Salmen, Königsrichter von Hermannstadt, Graf der sächsischen Nation ... Uo. 1847. (Névtelenül).
- Die neue Verfassung der ev. Landeskirche A. B. in Siebenbürger ... Hermannstadt, 1856. (2. k. Uo. 1857.).
- Das Fürstenhaus Schwarzenberg. Uo. 1858.
- Handbuch des evangelischen Kirchenrechts mit besonderer Rücksicht auf die evang. Landeskirche A. B. Siebenbürgen. I. Heft. Einleitung. Uo. 1859. (I-VI. könyv kéziratban maradt.)
- Das Haus Lebzeltern. Uo. 1860.
- Denkschrift über die Angelegenheit der Verfassung der ev. Landeskirche A. B. Siebenbürgen. Uo. 1861.
- Sammlung der wichtigeren Staatsakten, Oesterreich, Ungarn und Siebenbürgen betreffend. 1860-62. Uo. 1861-63. Három füzet.
- Aemtliche Aktenstücke, betreffend die Verhandlungen über die Union Siebenbürgens mit dem Königreiche Ungarn. Uo. 1865-66 Két füzet.
- Joh. Karl Schuller. Uo. 1865.

Országgyűlési beszédei a Naplókban vannak.